# Revisionsstand
Der Revisionsstand kennzeichnet im technischen Bereich einen bestimmten Änderungsstand eines Dokuments, eines Bauteils oder eines Materials. Bei einer Überarbeitung des Dokuments, Bauteils oder Materials wird der Revisionsstand durch eine neue Nummer, einen neuen Buchstaben und/oder das Gültigkeitsdatum der Änderung gekennzeichnet.
So wird zum Beispiel bei der Neuentwicklung eines Bauteils die technische Zeichnung mit dem Revisionsstand A benannt. Wird das Bauteil später überarbeitet, bekommt die geänderte Zeichnung den Revisionsstand B (gültig ab 01.09.202x). So ist eine eindeutige Zuordnung zur Rückverfolgbarkeit gewährleistet.
Typischerweise wird eine Notation wie bei einer Software-Version gewählt, wie z. B. „Rev. 1.0.5“ oder auch „Rev. B“.